# Manuela Stellmach
Manuela Stellmach, née le 22 février 1970 à Berlin-Est, est une nageuse allemande qui a gagné trois médailles olympiques pour l'Allemagne de l'Est et l'Allemagne.

## Biographie

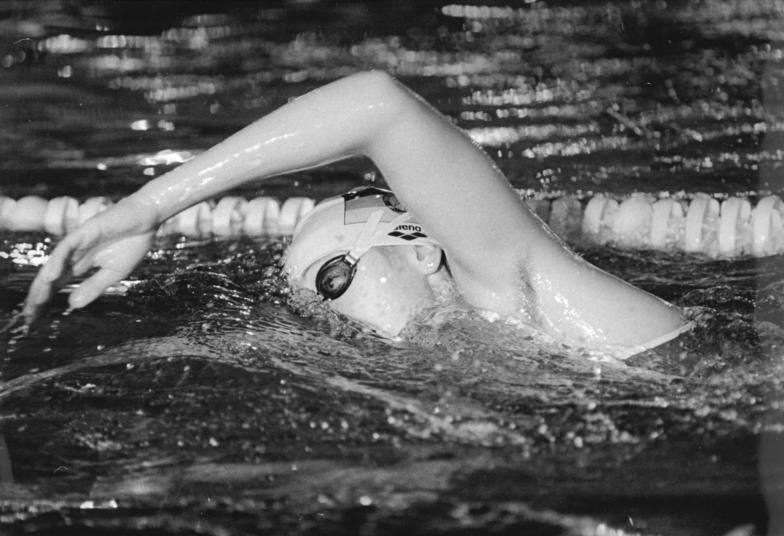
Manuela Stellmach à Potsdam en 1988.

Manuela Stellmach a commencé la natation à Berlin-Hohenschönhausen et fêtait ses premiers succès en 1985 comme championne d'Allemagne de l'Est sur 50 m nage libre et vice-championne sur 100 m et 200 m. Ensuite, elle est devenue à Sofia championne d'Europe avec le relais 4 × 100 m nage libre et vice-championne d'Europe sur 100 et 200 m derrière Heike Friedrich. Dès lors, elle eut la réputation d'être l'éternelle deuxième, dans l'ombre de Friedrich. Elle obtenait ses victoires uniquement en relais : double championne du monde en relais en 1986, triple championne d'Europe en 1987, championne olympique en 1988 sur 4 × 100 m nage libre, à nouveau championne d'Europe en relais libres en 1989, championne du monde du 4 × 200 m nage libre et vice-championne du 4 × 100 m en 1991, troisième du 4 × 100 m nage libre des Jeux de 1992 et championne d'Europe en 1993.
Elle put aussi afficher quelques succès individuels. Après avoir été quatrième des championnats du monde en 1986 sur 100 m nage libre et vice-championne sur 200 m, elle devenait vice-championne d'Europe du 100 m nage libre et du 200 m nage libre en 1987 et médaillée de bronze olympique du 200 m nage libre en 1988. Elle remporta son unique titre international individuel aux championnats d'Europe à Bonn en 1989 sur 200 m nage libre.
Manuela Stellmach a arrêté la compétition en 1994.

## Palmarès

### Jeux olympiques d'été
- Jeux olympiques d'été de 1988 à Séoul (Corée du Sud)
  -  Médaille de bronze sur 200 m nage libre
  -  Médaille d'or en relais 4 × 100 m nage libre
- Jeux olympiques d'été de 1992 à Barcelone (Espagne)
  -  Médaille de bronze en relais 4 × 100 m nage libre

### Championnats du monde
- Championnats du monde de 1986 à Madrid (Espagne)
  - 4e sur 100 m nage libre
  -  Médaille d'argent sur 200 m nage libre
  -  Médaille d'or en relais 4 × 100 m nage libre
  -  Médaille d'or en relais 4 × 200 m nage libre
- Championnats du monde de 1991 à Perth (Australie)
  -  Médaille d'argent en relais 4 × 100 m nage libre
  -  Médaille d'or en relais 4 × 200 m nage libre
  -  Médaille de bronze en relais 4 × 100 m quatre nages

### Championnats d'Europe
- Championnats d'Europe 1985 à Sofia (Bulgarie) :
  -  Médaille d'or en relais 4 × 100 m nage libre ;
  -  Médaille d'or en relais 4 × 200 m nage libre ;
  -  Médaille d'argent sur 100 m nage libre ;
  -  Médaille d'argent sur 200 m nage libre.
- Championnats d'Europe 1987 à Strasbourg (France) :
  -  Médaille d'or en relais 4 × 100 m nage libre ;
  -  Médaille d'or en relais 4 × 200 m nage libre ;
  -  Médaille d'or en relais 4 × 100 m quatre nages ;
  -  Médaille d'argent sur 100 m nage libre ;
  -  Médaille d'argent sur 200 m nage libre.
- Championnats d'Europe 1989 à Bonn (Allemagne de l'Ouest) :
  -  Médaille d'or sur 200 m nage libre ;
  -  Médaille d'or en relais 4 × 100 m nage libre ;
  -  Médaille d'or en relais 4 × 200 m nage libre ;
  -  Médaille d'argent sur 100 m nage libre.
- Championnats d'Europe 1991 à Bonn (Allemagne de l'Ouest) :
  -  Médaille d'argent en relais 4 × 200 m nage libre.
- Championnats d'Europe 1993 à Sheffield (Royaume-Uni) :
  -  Médaille d'or en relais 4 × 100 m nage libre.

## Note
1. ↑  Manuela Stellmach avait également participé au relais 4 × 100 m quatre nages victorieux en finale de l'Allemagne, elle avait remplacé en série Katrin Meissner.

## Sources
- (de) Cet article est partiellement ou en totalité issu de l’article de Wikipédia en allemand intitulé « Manuela Stellmach » (voir la liste des auteurs).
- (de) Volker Kluge: Das große Lexikon der DDR-Sportler, Schwarzkopf & Schwarzkopf, Berlin 2000  (ISBN 3-89602-348-9)